# Walter Read
Walter William Read (* 23. November 1855 in Reigate, Vereinigtes Königreich; † 6. Januar 1907 in Addiscombe Park, Vereinigtes Königreich) war ein englischer Cricketspieler, der zwischen 1882 und 1893 für die englische Nationalmannschaft spielte.

## Aktive Karriere
Read begann das Cricket-Spielen in Reigate und fiel dort als Batter auf. Er gab dann sein First-Class-Debüt für Surrey in der Saison 1873. Sein Debüt für die Nationalmannschaft gab er in der Saison 1882/83 in Australien. Im zweiten Test der Serie gelang ihm ein Fifty über 75, und im dritten ein weiteres über 66 Runs. Im Sommer 1884 kam das australische Team dann nach England und ihm gelang im dritten Test ein Century über 117 Runs aus 155 Bällen. Zwei Jahre später gelangen ihm dann jeweils ein Fifty im ersten (51 Runs) und dritten Test (94 Runs). In der Folge gelangen ihm dann bemerkenswerte Leistungen für Surrey. So konnte er in der Saison 1887 zwei Double Centuries hintereinander gegen Lancashire (247 Runs) und Cambridge University (244* Runs). Im Folgejahr gelang ihm dann sein bestes First-Class-Ergebnis mit 338 Runs gegen Oxford University. Er war Teil der Touren in Australien 1887/88 und gegen Australien 1888, konnte jedoch nicht herausragen. Auch die Ashes Tour 1890 verlief für ihn enttäuschend. In der Saison 1891/92 führte er dann als Kapitän ein englisches Team nach Südafrika und konnte dort einen deutlichen Sieg sicherstellen. Seine letzte Tour absolvierte er wieder in England gegen Australien im Sommer 1893, wo ihm noch einmal ein Fifty über 52 Runs gelang. In der Folge ließen dann seine Kräfte nach und in 1897 wurde er aus dem Kader für Surrey gestrichen.

## Nach der aktiven Karriere
Nach dem Karriereende coachte er noch Jugendliche. Im Jahr 1906 nahm dann sein gesundheitlicher Zustand langsam ab und zu Beginn des Jahres 1907 verstarb er dann im Alter von 51 Jahren.